# 1492 Oppolzer
1492 Oppolzer је астероид главног астероидног појаса. Приближан пречник астероида је 12,27 ,
а средња удаљеност астероида од Сунца износи 2,173 астрономских јединица (АЈ).
Инклинација (нагиб) орбите у односу на раван еклиптике је 6,056 степени, а орбитални период износи 1170,636 дана (3,205 године). Ексцентрицитет орбите астероида износи 0,116.
Апсолутна магнитуда астероида износи 12,80 а геометријски албедо 0,089.
Астероид је откривен 23. марта 1938. године.